# العدوف (صبر الموادم)
القويع هي إحدى قرى الجمهورية اليمنية. وهي تتبع جغرافيًا لمحافظة تعز. وإداريًا لمديرية صبر الموادم. يبلغ تعداد سكانها 1153 نسمة حسب أحصائيات عام 2004.